# Luis Macas

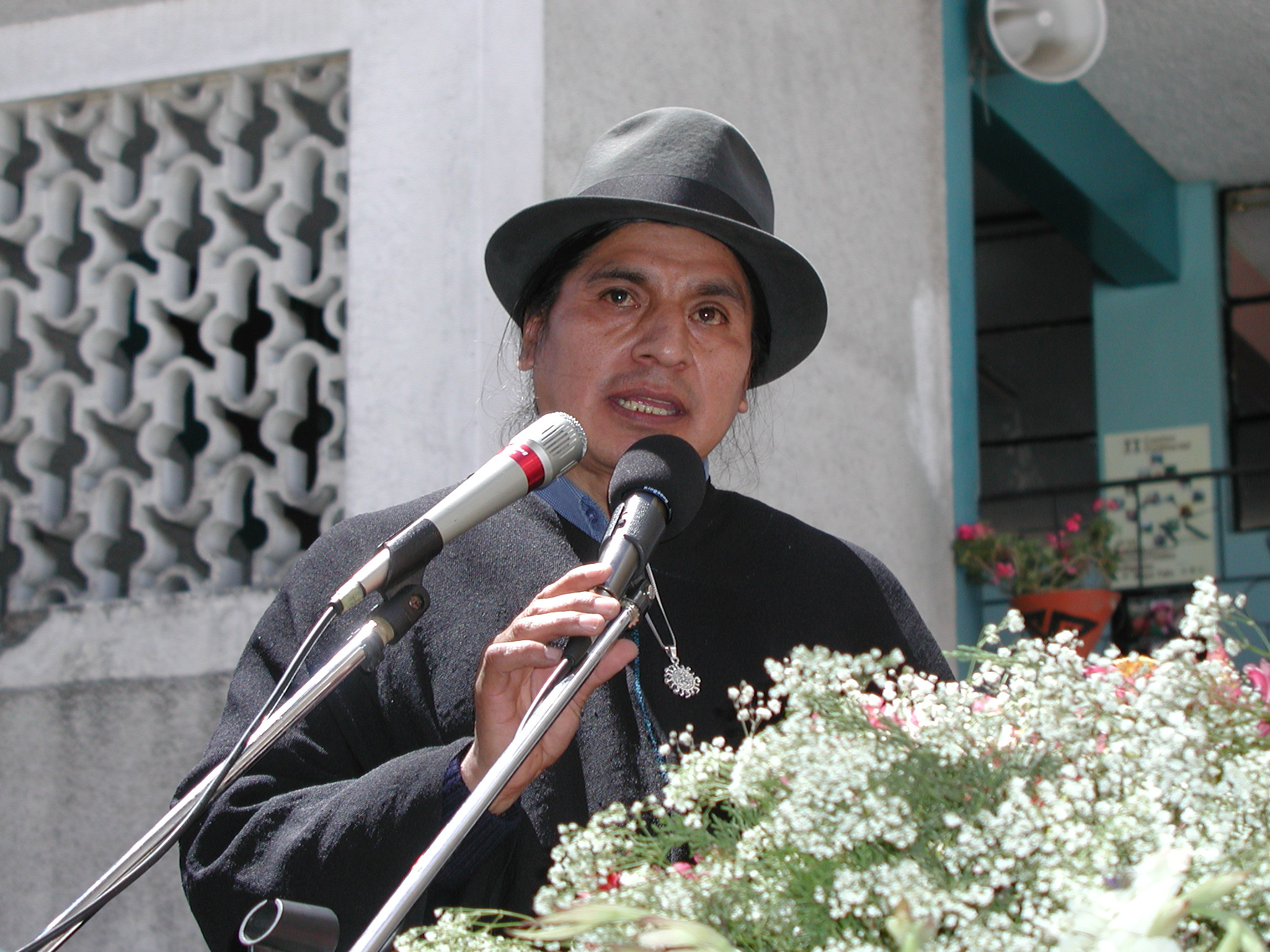
Luis Macas (2004)

Luis Alberto Macas Ambuludí (* 3. Juni 1950 in Saraguro) ist ein ecuadorianischer Politiker und Intellektueller von der kichwasprachigen Ethnie der Saraguros.
Macas studierte erfolgreich Anthropologie, Linguistik und Jura. Er war einer der Gründer der indigenen Dachorganisation Ecuadors CONAIE und der Partei Pachakutik sowie Abgeordneter des ecuadorianischen Parlaments. Unter Lucio Gutiérrez wurde er 2003 Landwirtschaftsminister, doch verließ er bald gemeinsam mit Nina Pacari die Regierung auf Grund der von ihnen als neoliberal empfundenen Politik Gutiérrez'.
Macas war Vorsitzender der CONAIE von 1990 bis 1996 und von 2004 bis 2008. Am 24. Mai 2006 wurde er von Pachakutik als Präsidentschaftskandidat für die Wahl im Oktober 2006 aufgestellt. Er erhielt im ersten Wahlgang jedoch nur etwas mehr als 2 Prozent der Stimmen und zog demnach nicht in den zweiten Wahlgang ein.